# Band-e Sarājī
Band-e Sarājī (persiska: بند سراجی) är en ort i Iran.   Den ligger i provinsen Kerman, i den sydöstra delen av landet, 1 000 km sydost om huvudstaden Teheran. Band-e Sarājī ligger 742 meter över havet och antalet invånare är 127.
Terrängen runt Band-e Sarājī är huvudsakligen platt, men norrut är den kuperad.Runt Band-e Sarājī är det glesbefolkat, med 17 invånare per kvadratkilometer. Närmaste större samhälle är Behjerd-e Soflá, 5,4 km söder om Band-e Sarājī. Trakten runt Band-e Sarājī är ofruktbar med lite eller ingen växtlighet.